# 1958 FIFAワールドカップ・決勝
|          | Opponent     | Result |
| -------- | ------------ | ------ |
| 1        | Austria      | 3–0    |
| 2        | England      | 0–0    |
| 3        | Soviet Union | 2–0    |
| 準々決勝 | Wales        | 1–0    |
| 準決勝   | France       | 5–2    |

|          | 対戦相手     | 結果 |
| -------- | ------------ | ---- |
| 1        | Mexico       | 3–0  |
| 2        | Hungary      | 2–1  |
| 3        | Wales        | 0–0  |
| 準々決勝 | Soviet Union | 2–0  |
| 準決勝   | West Germany | 3–1  |

1958年FIFAワールドカップ決勝は、1958年6月29日にスウェーデンのソルナ（ストックホルム近郊）にあるロースンダ・スタディオンで行われ、。ブラジルが開催国スウェーデンを破り、ワールドカップ初優勝を飾った。スウェーデンは敗れはしたものの、この試合はスウェーデンにとってワールドカップ史上最高の結果となった。
1958年の決勝戦は、ワールドカップ決勝戦における最多得点記録と、1970年大会、1998年大会と並ぶ最多勝率記録を保持している。この試合では、ペレ（17歳249日）とニルス・リードホルム（35歳263日）が、ワールドカップ決勝の最年少ゴール記録と最年長ゴール記録をそれぞれ樹立した。スウェーデンは、ワールドカップの決勝戦で敗れた最初の、そして今のところ唯一の開催国となった（1950年のマラカナソは大会の決戦だったが、スウェーデン対スペインが同時に行われたため、「決勝戦」ではなかった）。この敗戦はまた、ヨーロッパで開催されたワールドカップで初めて、そして唯一、ヨーロッパの国が優勝できなかった。

## 試合内容

### 背景
両チームともイエローのキットを第一選択として着用したため、どちらのチームが通常のストリップを使用するかを決めるために抽選が行われた。ブラジルが抽選をボイコットしたため、スウェーデンが勝者となり、ブラジルは別の色を見つけなければならなくなった。当初、ブラジルは白を着用する予定だったが、選手たちが1950年のウルグアイとの決勝の敗戦（マラカナンの悲劇）を思い出し、目に見えて怯えたため、この案は却下された。結局、スタッフは22枚の青いTシャツを購入し、ブラジルのエンブレムを縫い付けた。

### 試合
スウェーデンは前半4分、キャプテンのニルス・リードホルムが素晴らしいフィニッシュを決め、リードを奪った。リードは長くは続かず、そのわずか5分後にヴァヴァが同点に追いついた。32分、ヴァヴァが先制点と同じようなゴールを決め、ブラジルが2-1とリードして前半を折り返す。後半10分、ブラジルはペレの見事なゴールでさらにリードを広げた。 ペレはペナルティーエリア内でボールをコントロールし、チップでDFをかわし、無力なカッレ・スヴェンソンの横をすり抜けた。後半半ば、ブラジルはマリオ・ザガロのゴールで4-1と逆転。残り10分、スウェーデンはシモンソンに1点を返えしたが、時すでに遅し、ブラジルが勝利した。

## 結果
| 1958年6月29日 15:00 |

| ブラジル                                       | 5 - 2    | スウェーデン                       |
| ババ 9分, 32分 · ペレ 55分, 90分 · ザガロ 68分 | レポート | リードホルム 4分 · シモンソン 80分 |

| ロースンダ・スタディオン（ソルナ） 観客数: 51,800人 主審: モーリス・ジーグ |

| ブラジル | スウェーデン |

|                      |    |                        |  |
|                      |    |                        |  |
| GK                   | 3  | ジウマール             |  |
| RB                   | 4  | ジャウマ・サントス     |  |
| CB                   | 15 | オルランド             |  |
| CB                   | 2  | イウデラウド・ベリーニ |  |
| LB                   | 12 | ニウトン・サントス     |  |
| RH                   | 19 | ジト                   |  |
| LH                   | 6  | ジジ                   |  |
| OR                   | 11 | ガリンシャ             |  |
| OL                   | 7  | マリオ・ザガロ         |  |
| CF                   | 20 | ババ                   |  |
| CF                   | 10 | ペレ                   |  |
| 監督:                |    |                        |  |
| ヴィセンテ・フェオラ |    |                        |  |

|                    |    |                        |  |
|                    |    |                        |  |
| GK                 | 1  | カール・スヴェンソン   |  |
| RB                 | 2  | オルヴァー・ベリマルク |  |
| CB                 | 6  | シゲ・パルリング       |  |
| CB                 | 14 | ベング・グスタフソン   |  |
| LB                 | 3  | スヴェン・アクスボム   |  |
| CH                 | 15 | レイノ・ベリイェソン   |  |
| OR                 | 7  | クルト・ハムリン       |  |
| IR                 | 8  | グンナー・グレン       |  |
| CF                 | 9  | アグネ・シモンソン     |  |
| IL                 | 4  | ニルス・リードホルム   |  |
| OL                 | 11 | レナート・ショクルンド |  |
| 監督:              |    |                        |  |
| ジョージ・レイノル |    |                        |  |

Match rules
- 90 minutes
- 30 minutes of extra time if necessary
- Replay if necessary
- No substitutions permitted

|}

## 試合統計

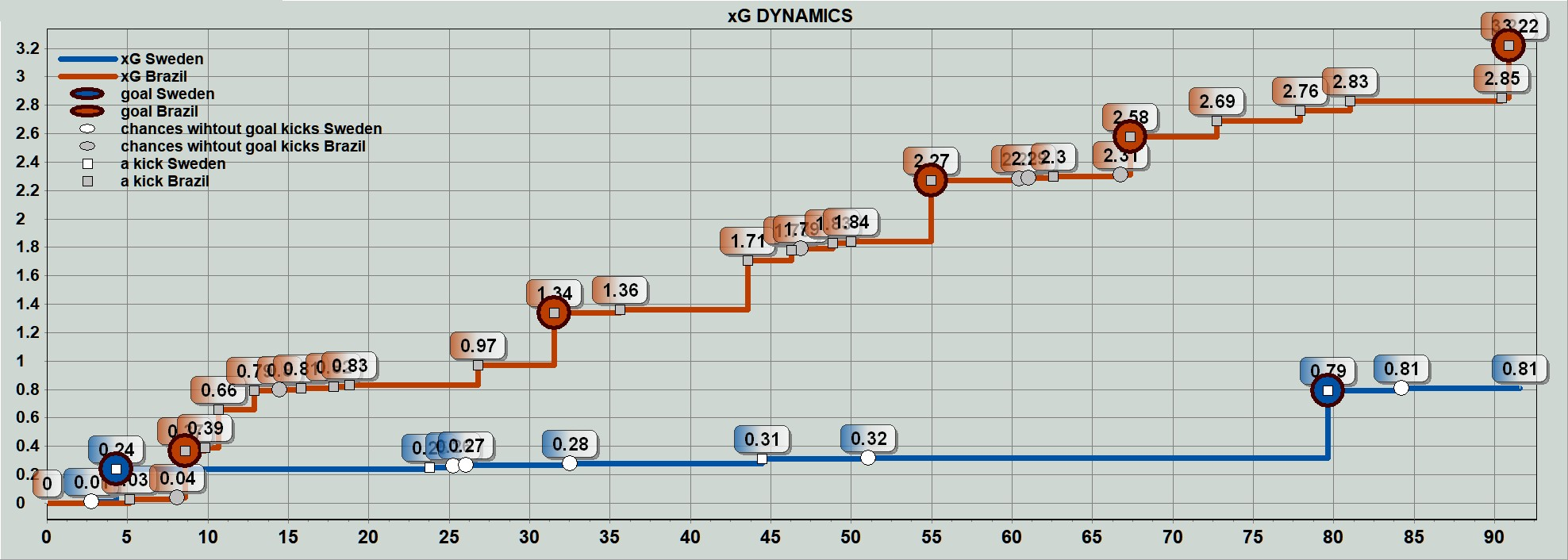
Brazil – Sweden xG dinamics. Gennady Kravtsov. "Applied Statistics".

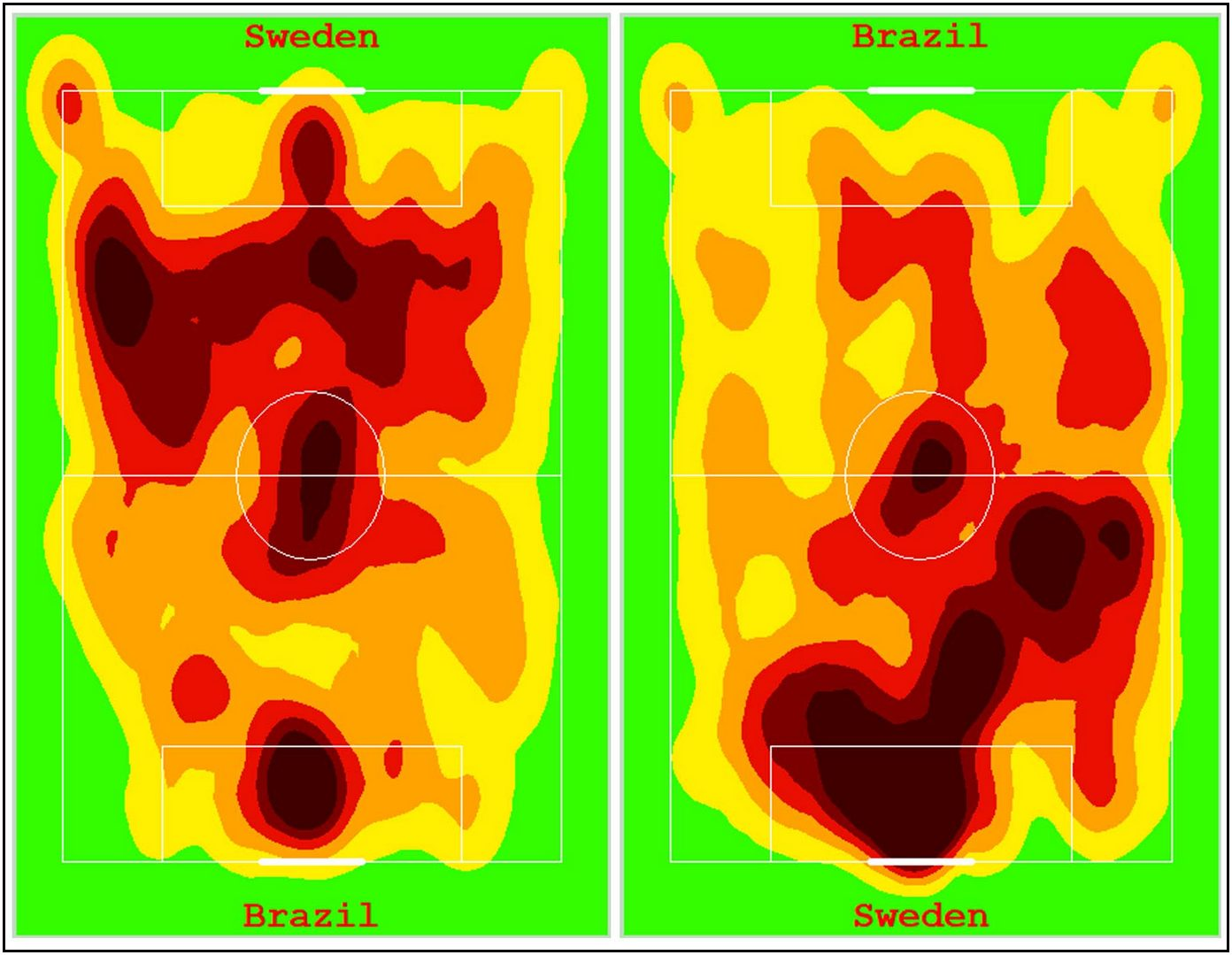
ブラジル - スウェーデン. 活動のヒートマップ。G.クラフツォフ 応用統計学.